# 구미 황상동 고분군
구미 황상동 고분군(龜尾 凰顙洞 古墳群)은 대한민국 경상북도 구미시 황상동에 있는 삼국시대의 고분군이다. 2006년 3월 7일 대한민국의 사적 제470호로 지정되었다.

## 개요
구미시 황상동에 위치하는 삼국시대 고분군으로 인동동 소재지의 북쪽을 둘러싸고 있는 구릉의 남쪽 사면이며, 고분군 서쪽으로 2km 떨어져 낙동강이 흐르고 있다.
고분은 남쪽으로 뻗은 능선의 상부와 다소 급한 경사면에 분포하는데, 대형고분들은 주로 능선상부에 위치하고 있으며, 중소형고분들은 경사지가 다소 급한 능선의 경사면에 분포되어 있다.
신라가 고대국가로서 체제를 갖추어 나가던 4~6세기에 축조된 경북 북부지역의 중심고분군 가운데 하나로 1962년 이후 3차에 걸친 발굴조사와 1회의 정밀지표조사 결과 목곽묘 59기, 석곽묘 90기, 토광묘 2기, 석실묘 1기 등 대형분 28기를 비롯하여 봉토분 271기가 확인되었다.
출토유물로는 금제귀걸이를 비롯하여 토기류 345점과 철기류 78점 등 2,000여 점의 유물이 출토되었다.
이 지역의 삼국시대 역사와 문화를 밝힐 수 있는 귀중한 유적으로 평가되고 있다.

## 같이 보기
- 목곽묘
- 석곽묘
- 토광묘
- 석실묘

## 참고 자료
- 구미 황상동 고분군 - 국가유산청 국가유산포털